# Uniāra
Uniāra är en ort i Indien.   Den ligger i distriktet Tonk och delstaten Rajasthan, i den centrala delen av landet, 300 km söder om huvudstaden New Delhi. Uniāra ligger 276 meter över havet och antalet invånare är 10 827.
Terrängen runt Uniāra är mycket platt. Runt Uniāra är det ganska tätbefolkat, med 155 invånare per kvadratkilometer. Det finns inga andra samhällen i närheten. Trakten runt Uniāra består till största delen av jordbruksmark.